# اندیس گچ شنگی
گچ شنگی یک اندیس غیرفلزی است که در حوالی شهر هفت سان استان چهارمحال و بختیاری قرار دارد و مادهٔ معدنی موجود در آن، گچ است.سنگ میزبان این اندیس سنگ گچ است و دیرینگی آن به دوران الیگومیوسن می‌رسد. در این اندیس، پاراژنز‌های مارن یافت می‌شوند.